# Керрі Расселл
Керрі Расселл (англ. Carrie Russell; нар. 18 жовтня 1990) — ямайська легкоатлетка, яка спеціалізувалася на спринті.
По завершенні легкоатлетичної кар'єри (2016) виступала в бобслеї.

## Спортивні досягнення

### Легка атлетика
Чемпіонка світу з естафетного бігу 4×100 метрів (2013).
Срібна призерка Світових естафет з естафетного бігу 4×100 метрів (2014).
Бронзова призерка чемпіонату світу серед юніорів з бігу на 100 метрів та естафетного бігу 4×100 метрів (2006).
Чемпіонка Універсіади з бігу на 100 метрів (2011). Бронзова призерка Універсіади з естафетного бігу 4×400 метрів (2011).
Віцечемпіонка Ямайки з бігу на 100 метрів (2010).

### Бобслей
Учасниця олімпійських змагань з бобслею серед бобів-двійок (2018), на яких посіла 18-е місце.